# Microchrysa flavomarginata
Microchrysa flavomarginata är en tvåvingeart som beskrevs av Meijere 1910. Microchrysa flavomarginata ingår i släktet Microchrysa och familjen vapenflugor. Inga underarter finns listade i Catalogue of Life.